# Zeichnungen des Patienten O. T.
Die Zeichnungen Des Patienten O.T., noto anche come Drawings of Patient O. T., è il secondo album del gruppo musicale tedesco Einstürzende Neubauten, pubblicato nel 1983 dalla Some Bizzare Records.  È dedicato al pittore austriaco Oswald Tschirtner, definito "il paziente O.T." in quanto viveva in un ospedale psichiatrico e firmava le opere con le proprie iniziali.
È stato ristampato nel 1984 per il mercato statunitense con incluso un EP contenente quattro bonus track.

## Tracce
1. Vanadium-I-Ching – 4:54
2. Hospitalistische Kinder/Engel der Vernichtung – 5:09
3. Abfackeln! – 3:32
4. Neun Arme – 2:34
5. Herde – 1:24
6. Merle (Die Elektrik) – 2:20
7. Zeichnungen des Patienten O.T. – 3:23
8. Finger und Zähne – 0:09
9. Falschgeld – 2:42
10. Styropor – 2:24
11. Armenia – 4:57
12. Die Genaue Zeit – 7:06

Tracce bonus versione in vinile USA 1984
1. Der Herrscher und der Sieger – 3:32 (live)
2. Affenroulette – 2:59 (live)
3. Durstiges Tier – 6:28 (singolo 1982)
4. Wasserturm – 6:27

## Formazione
- Blixa Bargeld - voce, chitarra
- N.U. Unruh - percussioni, voce
- F.M. Einheit - percussioni, voce
- Mark Chung – basso, voce
- Alexander Hacke – chitarra, voce